# 威廉·威伯福斯
威廉·威伯福斯（英語：William Wilberforce，1759年8月24日—1833年7月29日），英國國會下議院議員（1780年至1825年）、慈善家、廢奴主義者。出生於英格蘭約克郡赫爾河畔京斯頓。他在1780年開始他的政治生涯，並成為代表約克郡的國會議員（1784年至1812年），是一位支持托利黨的獨立議員。他是首相小威廉·皮特的密友。1785年，他經過了一次「重生」的經驗並成為一位福音派基督徒。1787年，他結交了湯瑪斯·克拉克森和一群反對奴隸貿易運動的成員，包括沙普、波圖斯主教、莫爾和米德爾頓伯爵。
在以上各人的勸說下，威伯福斯承擔使命，成為英格蘭廢除奴隸運動的領袖之一，領導國會內的廢除奴隸行動，對抗英帝國的奴隸貿易。1789年5月12日第一次在下議院發表演說，揭露奴隸貿易中的敗壞。此後他多次提出廢奴的相關法案，但是屢次失敗。最後於1807年親自見證《廢除奴隸貿易法案》的通過。
威伯福斯亦領導多種使命和運動，包括道德重整運動、成立Society for Suppression of Vice和防止虐待動物協會。
在威伯福斯的晚年，他支持完全廢除奴隸的運動，並導致《廢除奴隸制度法案》的通過，為英帝國於1833年完全廢除奴隸制度鋪平道路。他孜孜不倦地為廢除奴隸制度而奔走，亦在國會通過《廢除奴隸制度法案》的三天後辭世。威伯福斯葬於西敏寺，與其密友小威廉·皮特為鄰。

## 童年
威廉·威伯福斯在1759年8月24日生於英格蘭赫爾，是富商羅拔·威伯福斯（1728-68）與妻子伊利莎伯的兒子，其祖父威廉（1690-1776）通過在波羅的海的貿易生意獲得大量財富，並兩度當選赫爾市長。
威廉．威伯福斯被形容為多病兒。他在1767-68年間進入了赫爾河畔京斯頓的文法學校。但在其父親去世後，他被送往在倫敦聖占士（後來在溫布頓，當時這兩個地方是倫敦西南面的鄉村）的叔嬸家。其中兩年，他在普特尼讀書，並被他的姨母Hannah（John Thornton的姐妹，George Whitefield的支持者）的影響，傾向於福音派基督教。
他的母親和祖父關注這些新教人士的影響、其對於福音派（當時來說，這教派是異於聖公會的）的學習，便於1771年將威廉帶回赫爾，讓他在附近的Pocklington School繼續學業，直到1776年。威廉的學業很好，特別是英文詩歌，他亦成為一個很好的歌唱家。
威廉．威伯福斯之後在1776年10月進入劍橋大學聖約翰學院，他大多時間花在與同學的社交上，對嚴肅的學習缺乏投入。在這環境中，他結交了年輕的威廉．皮特，他倆自此成為終生的朋友。他後來轉而追尋類似快樂主義的生活方式：打牌、賭博、在深夜飲酒，他亦避免過量。（儘管他之前曾經被周圍的人的這種方活方式衝激過。）他曾發現一些同學的某些行為令他感到討厭，他亦從未參與他們一些更糜爛的行為。雖然他的生活方式和學習態度缺乏，憑著靈活的腦筋和高度的機智，他勉強在各項考試中合格，卻沒有取得榮譽學位。他在1781年獲頒文學學士學位、1788年獲頒文學碩士學位。

## 早期的國會議員生涯
威尔伯福斯在大学时代便开始考虑从政，并在1779至1780年冬与皮特经常由画廊观看下议院辩论。已开始了政治生涯的皮特鼓励威尔伯福斯加入他帮助获得议会席位。1780年9月，还是一个21岁的学生时，威尔伯福斯已经当选为赫尔的国会议员，根据当时的风俗花费超过8000英镑的开支确保他必要的票数。没有经济上的压力，威尔伯福斯成为一个独立的，无党派人士。他根据自己的良知同时支持保守党和辉格党政府，有时因为不一致而被批评，与执政党密切合作，并根据在特定措施上他们的功绩投票。威尔伯福斯定期出席议会，但同时也保持了活跃的社交生活，成为绅士赌博俱乐部的常客。作家和社会名流斯塔尔夫人，称为“英国最机智的人”；根据德文郡的公爵乔治亚娜，威尔士亲王表示，他会去任何地方听威尔伯福斯唱歌。威尔伯福斯用他演讲的声音在政治演讲领域产生了很大的影响；日记作家博斯韦尔目睹了下议院威尔伯福斯的口才，并指出：“我看到了似乎只有虾安装在桌上，听着听着，它渐渐长大，直到变成一条鲸鱼。」1781年至1784年政府更迭频繁期间，威尔伯福斯在议会辩论中支持他的朋友皮特，1783年秋季，皮特，威尔伯福斯和爱德华·艾略特（后来成为了皮特的姐夫）一起在六周内去法国旅行。在兰斯艰难的开始之后，他们的存在引起警方怀疑他们是英国间谍，他们访问了巴黎，会见了本杰明·富兰克林，盖奈拉尔·拉斐，路易十六和玛丽皇后，并在枫丹白露加入法国法院。
皮特在1783年12月成为首相，与威尔伯福斯一样是一个少数党政府的主要支持者。尽管他们很亲密，没有记录证实皮特在此期间向威尔伯福斯在政府中提供部长职位。这可能是由于威尔伯福斯希望自己仍然是一个独立的国会议员。另外，威尔伯福斯的频繁迟到和混乱，以及慢性眼病使他有时不能阅读，可能已经向皮特证实他信赖的朋友是不是部长的材料。1784年春天议会被解散，威尔伯福斯决定在约克郡1784年大选中参选。4月6日，24岁的他作为国会议员返回约克郡。

## 基督教傳福音
威廉．威伯福斯信大約在1784年經歷了靈性的復興，成為一個福音派的基督徒。此後他決定一生為宣揚基督耶穌的福音而不遺餘力，並是基督教聖公會福音派的支持者。他畢生支持及幫助在英國及海外的傳教工作。威廉．威伯福斯關鍵性地聘請並委任理察·莊遜牧師和撒母耳·馬斯頓牧師，成為澳洲新南威爾士殖民地的牧師，牧養當時一千一百名囚犯、士兵和移民。他們管治的教區，包括了現在仍然帶有福音派、低禮儀特質的聖公會雪梨教區。

## 文艺作品
- 2006年英国电影《奇異恩典》，导演Michael Apted，主演Ioan Gruffudd，再现了威廉·威伯福斯的反贩奴运动的过程。